# 斯塔福德鎮區 (新澤西州)
斯塔福德鎮區（英語：Stafford Township）是位於美國新澤西州海洋縣的一個鎮區。

## 地方資料
斯塔福德鎮區的面積為141.69平方千米，當中陸地面積為119.44平方千米，而水域面積為22.26平方千米。根據2020年美國人口普查的數據，當地共有人口28617人，而人口密度為每平方千米201.97人。